# Moulin Vert
 (mars 2012).

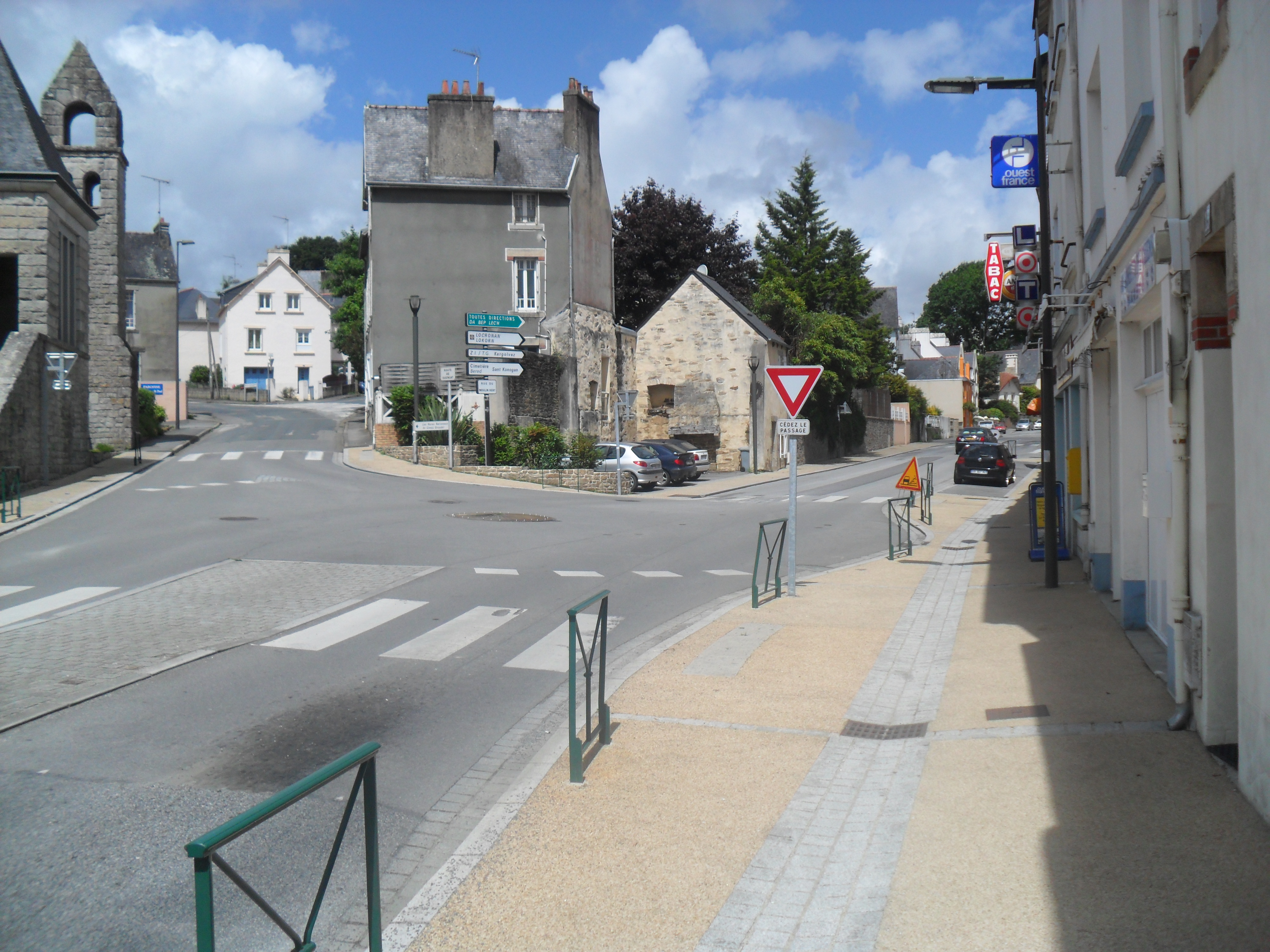
Moulin Vert

Moulin Vert est un quartier du nord-ouest de Quimper, (Finistère, Bretagne), bordant la rivière du Steïr.

## L’origine du nomMoulin Vert
De nombreux moulins à eau jalonnaient le cours du Steïr en amont de sa jonction avec le fleuve Odet à Quimper. L'origine du nom n'est pas certaine. Il semble que l'un des moulins à eau se soit appelé Moulin Vert. Une autre hypothèse évoque le fait que quelques-uns de ces moulins broyaient les pigments de couleur pour la teinturerie ou pour les Faïence de Quimper. De ce fait, l'eau sortant des moulins semblait être bleue ou verte. Glas ou Glaz est le mot en breton pour désigner le vert ou le bleu; c'est pourquoi le quartier est appelé "Milin Glas" ou "Ar Meilhoù Glaz" en langue bretonne.

## Situation géographique

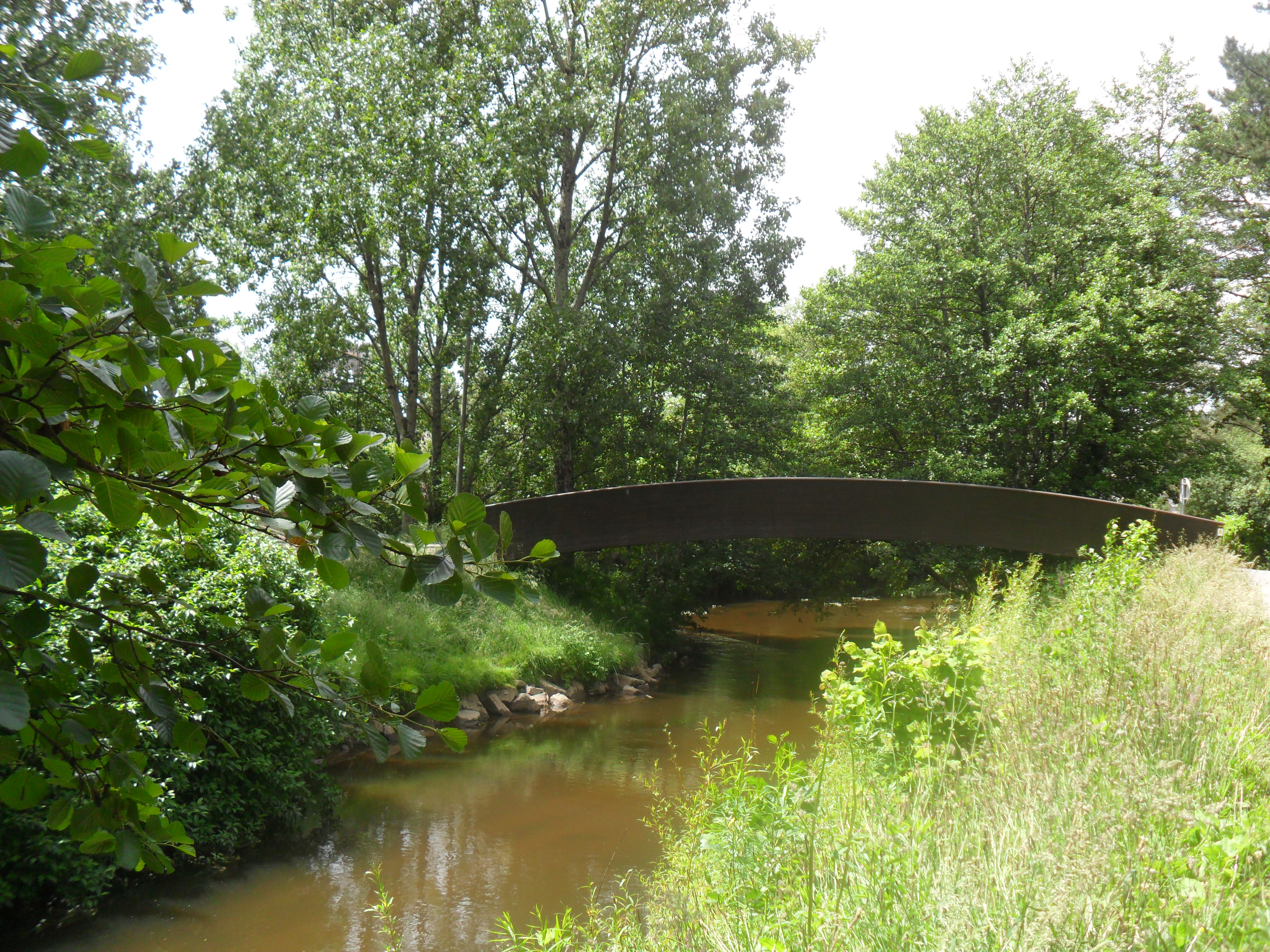
Le Steïr au Moulin Vert.

Au Moyen Âge, sur la rive droite du Steïr, les villages du Pontigou, du Moulin Vert, de Prat Heyr (Prateyer), de Kergolvez, de Kergroach, de Kerlazanet, de Kermabeuzen et de Kereuyen représentent l'origine de l'ensemble que constituera le quartier. 
Cet ensemble se situait sur l’ancienne paroisse de Saint-Mathieu de Quimper et s’étendait du Cosquer-Izella jusqu’au pont de Troheïr (XVe siècle). Ce dernier permettait d'enjamber la rivière qui marquait la limite entre Penhars et Kerfeunteun, communes qui seront créées à la Révolution, puis intégrées à Quimper en 1960.
Depuis les fouilles récentes du site de Kergolvez en 2004-2005, il a été découvert que les berges du Steïr ont regroupé une importante population d'artisans gaulois au cours du IIe et Ier siècle avant notre ère,

## Monuments, Patrimoine

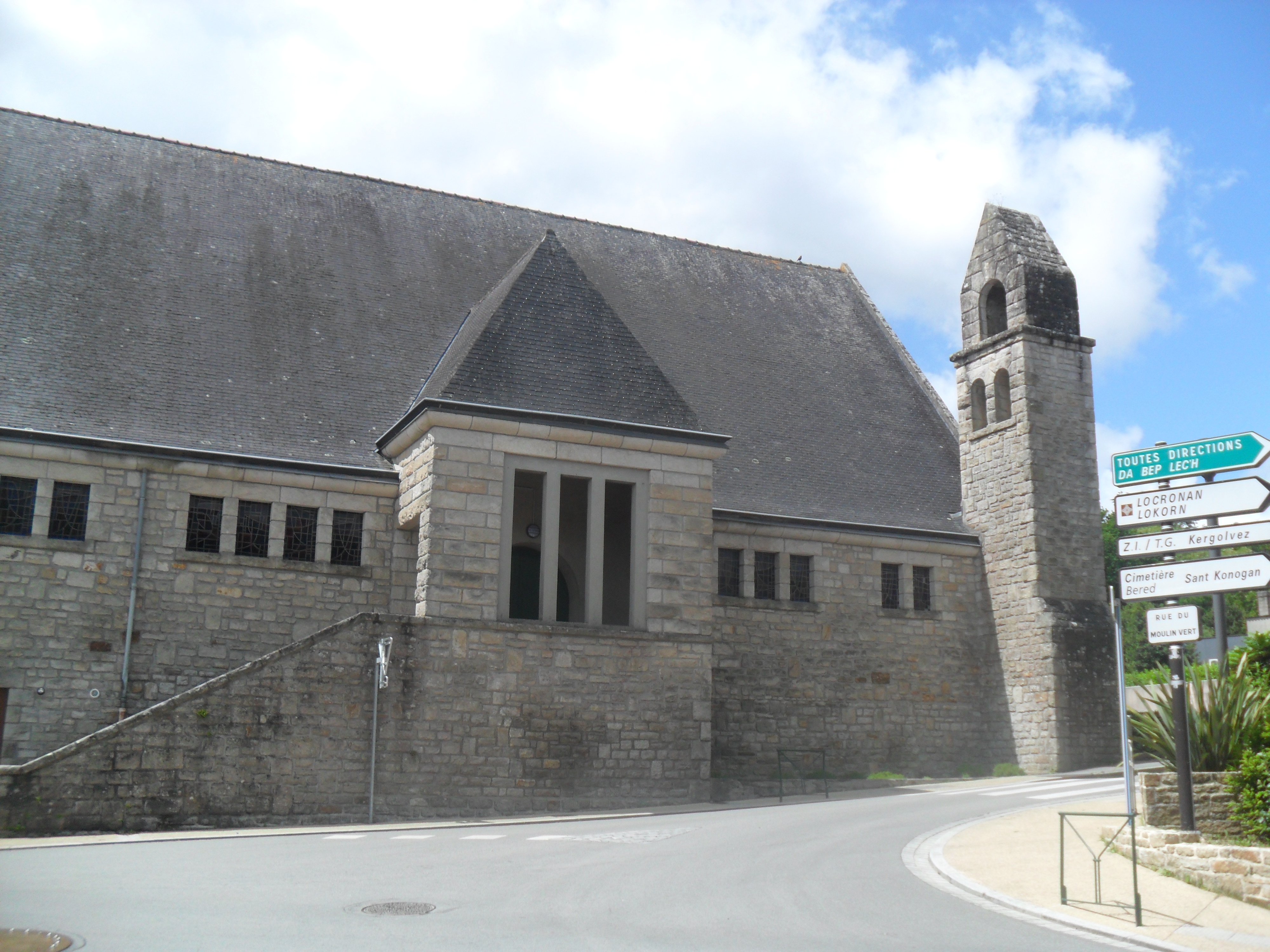
L'église Saint-Pierre-Saint-Paul

- L'église Saint-Pierre-Saint-Paul (1950-1954), édifiée sur les plans de M. Lachaud et ancienne église paroissiale du Moulin-Vert. L'édifice comprend une nef rectangulaire de six travées avec bas-côtés et une sacristie à chevet polygonal de moindre largeur. La bénédiction de l'église et la consécration du maître-autel ont eu lieu le 23 octobre 1955. La charpente, apparente, repose sur des piliers cylindriques en béton. Les vitraux, qui datent de 1953, proviennent de l'atelier Le Bihan-Saluden. La paroisse Saint-Pierre et Saint-Paul (janvier 1949) est née du partage du territoire de Penhars en deux paroisses.

- Dépendant du manoir du même nom, le moulin de Troheïr[3] est attesté dès le XIVe siècle. Installé sur le cours du Steïr, il est rasé et remplacé par une minoterie fonctionnant à l'électricité. De nos jours, il abrite la base du Centre de Formation et d'Intervention formant les nageurs-sauveteurs de la SNSM de Cornouaille (Finistère-sud).

- La chapelle Saint Conogan (1623)

- Le couvent de Kermabeuzen (moitié XXe), converti en logements sociaux depuis 1998[4].

Par ailleurs, le patrimoine du quartier a fait l'objet de plusieurs écrits dans les bulletins de la Société archéologique du Finistère.

## Personnalités liées au quartier
- Léon Goraguer, instituteur et maire de Quimper (1967-1975), ancien FFI pendant la guerre. Le groupe scolaire du Moulin Vert, où il fut nommé instituteur, porte son nom. Il fut l'un des artisans de la création du bagad du Moulin Vert (Bagad ar Meilhoù Glaz). Il fut par ailleurs le dernier maire de Penhars de 1958 jusqu'à son rattachement à Quimper.

- Dan Ar Braz, auteur-compositeur-interprète[5].

- Saint Conogan, saint breton, compagnon de Saint Guénolé. Une chapelle et le cimetière portent ce nom.

## Activité économique
- L'actuelle usine Saupiquet à Kergolvez depuis son transfert en 1968 (l'usine Saupiquet était auparavant sur l'actuel parking de la Providence, surnommé alors zone de la Glacière) .

- Les anciens abattoirs de Kergolvez de 1972 à 2002
- L'ancienne usine La Galva[6], de 1926 à 1978 au Pontigou.
- L'ancienne usine des confitures Villard-Vasselet dans la rue du Moulin Vert.
- L'ancienne usine de vêtements Le Glazik à partir de 1928 dans la rue du Pontigou.
- La station de captage d'eau pour la Ville de Quimper à Troheïr.